# Рубинштейн, Сусанна
Сусанна Рубинштейн (нем. Susanna Rubinstein; 20 сентября 1847 или 15 сентября 1847, Черновцы, Королевство Галиции и Лодомерии, Австрийская империя — 29 марта 1914, Вюрцбург, Королевство Бавария, Германская империя) — австрийский психолог и первая женщина, получившая докторскую степень в Бернском университете в Швейцарии.

## Биография
Сусанна Рубинштейн родилась в сентябре 1847 года в Черновцах, которые в то время находились под юрисдикцией Австрийской империи (ныне это город на юго-западе Украины), в семье австрийского банкира, политического и общественного деятеля Исаака Рубинштейна (1805—1878). Её мать умерла, когда она была совсем юной.
Ей и трём её братьям и сестрам настоятельно рекомендовалось отцом продолжить свое образование, хотя это было время, когда девочкам часто отказывали в такой возможности. Средняя школа для девочек была открыта в Черновцах в 1898 году, а гимназия для девочек была открыта только в годы, предшествовавшие Первой мировой войне. 
Сначала её отец организовал для С. Рубинштейн частные уроки, но когда пришло время заканчивать среднюю школу, она не смогла сдать необходимые экзамены у наставников, поэтому она успешно сделала это перед академическим комитетом средней школы для мальчиков.

Университет Берна (≈ 1898)

Сусанна Рубинштейн продолжала изучать психологию и немецкую литературу в Пражском университете весной 1870 года, а затем три года спустя в Лейпцигском университете. После того, как ей отказали в приеме в докторантуру в Университете Базеля, она поступила в Бернский университет, где вскоре получила степень доктора философии, а в 1874 году по психологии и немецкой литературе. Таким образом, она стала первой женщиной, получившей докторскую степень в Берне. Ее диссертация называлась «Uber die Sensoriellen und Sensorieln Sinne». Это было настолько непривычно для того времени, что на страницах «Энциклопедического словаря Брокгауза и Ефрона» её описывали как «немецкая писательница», а в «Еврейской энциклопедии Брокгауза и Ефрона» называли «австрийская писательница», хотя почти все её труды были посвящены психологии.
После получения докторской степени Сусанна Рубинштейн провела год в Германии, посетив Лейпциг, Гейдельберг и Мюнхен.
Её работа 1878 года «Psychologisch-Asthetische Essays» («Психолого-эстетические очерки») была описана как «крупный вклад в изучение человеческих эмоций». Достаточно сказать, что этот труд был переиздан в 2012 году, спустя почти сто лет после смерти автора (Nabu Press, ISBN 978-1277814729). Её перу принадлежит также ряд произведений по психологии, эстетике и по вопросу ο свободе воли.
Сюзанна Рубинштейн умерла 29 марта 1914 года в городе Вюрцбурге.

## Избранная библиография (нем.).
- Die sensoriellen und sensitiven Sinne. Edelmann, Leipzig 1874. (Digitalisat)
- Psychologisch-ästhetische Essays. Winter, Heidelberg 1878. (Digitalisat) Neue Folge 1884
- Aus der Innenwelt. Psychologische Studien. Edelmann, Leipzig 1888. (Digitalisat)
- Zur Natur der Bewegungen. Edelmann, Leipzig 1890.
- Aus dunklem Grunde. (Inhalt: Zur Selbsterlösung. Der Schicksalsbegriff im Lichte der dramatischen Dichtung. Der Wahnsinn in der Tragödie. Die historischen Züge einer schillerischen Frauengestalt.) Edelmann, Leipzig 1892.
- Ein individualistischer Pessimist. Beitrag zur Würdigung Philipp Mainländers. Edelmann, Leipzig 1894. (Digitalisat)
- Eine Trias von Willensmetaphysikern. Populär-philosophische Essays. Edelmann, Leipzig 1896. (Digitalisat)
- Psychologisch-ästhetische Fragmente. Edelmann, Leipzig 1903.
- Schiller-Probleme. Edelmann, Leipzig 1908.
- Lexikalischer Schiller-Kommentar. Fischer, Berlin 1913.